# Королевство Непал
Королевство Непал (непальск. नेपाल अधिराज्य), также Королевство гуркхов (непальск. गोर्खा अधिराज्य) — королевство, появившееся в 1768 году после объединения Непала. Основателем королевства стал правитель государства Горкха, гуркх-раджпут Притхви Нараян Шах. Королевство существовало 240 лет до формальной отмены монархии в Непале. В этот период Непал был под властью династии Шахов.
После вторжения в Тибет и разграбления Дигархи непальцами под предводительством Бахадура Шаха в 1792 году Далай-лама и китайский наместник запросили у Китая военной поддержки. Китайско-тибетские силы под командованием Фу Канъаня напали на Непал, но после поражения под Нувакотом перешли к мирным переговорам. В начале XIX века распространение власти Британской Ост-Индской компании в Индии привело к началу Англо-непальской войны (1814—1816), окончившейся поражением непальской армии. По условиям Сугаульского договора Непал оставался независимым, но передавал Британии территории от Мечи до Сарды, известные как «большой Непал». Силы Джанга Бахадура Раны разбили тибетское войско в 1855 году и принудили к подписанию мирного договора на своих условиях. Нестабильность, сопровождавшая войну, окончилась сменой правящей династии на Рану из раджпутской касты чхетри, под её правлением должность премьер-министра страны стала наследной с 1843 по 1951 годы. Начиная с первого правителя династия Рана низвела монарха-шаха до церемониальной роли. Правители из рода Рана были авторитарными тиранами, экономически эксплуатировавшими свой народ и преследовавшими инакомыслящих по религиозному признаку.
Середина XX века стала началом движения за демократизацию Непала. В 1923 году Британия формально признала независимость Непала и перестала считать его протекторатом, однако британское политическое влияние через правящие классы не исчезло. В июле 1950 года получившая независимость Индия подписала Индо-непальский договор о мире и дружбе 1950 года, в котором обе страны согласились уважать суверенитет друг друга. В том же году Индия сыграла важную роль в непальской политике, поддержав короля Трибхувана, которого Мохан Шамшер из рода Рана пытался низложить, возведя на престол своего внука Гьянендру. При поддержке Индии новое правительство, в основном состоявшее из членов Непальского конгресса, и король Трибхуван положили конец правлению рода Рана в 1951 году.
В 1960—1970-х годах произошло несколько неудачных попыток проведения реформ и принятия новой конституции. Экономический кризис конца 1980-х привёл к Народному движению 1990 года, принятию под его давлением конституционной монархии в 1990 году и введению парламентских выборов. В 1990-х годах началась гражданская война в Непале (1996—2006), в которой государственные войска сражались с коммунистической маоистской партией Непала. Ситуацию дополнительно дестабилизировало убийство королевской семьи в Непале, когда, по сведениям, принц Дипендра застрелил десять человек, включая собственного отца Бирендру, а затем был смертельно ранен (по официальной версии — в результате неосторожного обращения со своим оружием).
После этого король Гьянендра вернулся на трон и провозгласил прямое царское правление, которое вызвало протестное движение 2005 года, объединившее маоистов и демократов. Короля принудили восстановить парламент, принявший в 2007 промежуточную конституцию, сильно ограничивавшую власть монархии. После парламентских выборов 2008 года было избрано 1-е Учредительное собрание Непала, провозгласившее отмену монархии на первой же сессии 28 мая 2008 года. С этого момента страна получила название Федеративная Демократическая Республика Непал.
До отмены монархии Непал был единственной страной в мире с индуизмом в качестве государственной религии; ныне он является светским государством.